# Nitrid
En nitrid är en kemisk förening som innehåller kväve i oxidationstillstånd -3 och ytterligare ett ämne som har mindre elektronegativitet än kvävet. Om skillnaden i elektronegativitet är stor bildas jonföreningar av nitridjoner N3-, men oftast är nitrider kristaller med kovalenta bindningar.

## Kovalentra nitrider
Bornitrid (BN), aluminiumnitrid (AlN), galliumnitrid (GaN) och kiselnitrid (Si3N4) är nitrider som bildar hårda och värmetåliga keramiska kristallstrukturer. De är halvledande (GaN, Si3N4) eller isolerande (BN).

## Metalliska nitrider
Titannitrid (TiN) och kromnitrid (CrN) är också mycket hårda och värmetåliga, men är dessutom elektriskt ledande och liknar även till utseende metaller.

## Jonnitrider
Framför allt med alkalimetaller och alkaliska jordartsmetaller bildar kväve nitrider med saltlikanande egenskaper. Litiumnitrid (Li3N) och magnesiumnitrid (Mg3N2) är exempel på sådana föreningar.

## Molekylära nitrider
Två ämnen som inte brukar räknas till nitrider eftersom deras egenskaper skiljer sig markant från de övriga är dicyan (C2N2) och svavelnitrid (S4N4).